# 歩荷

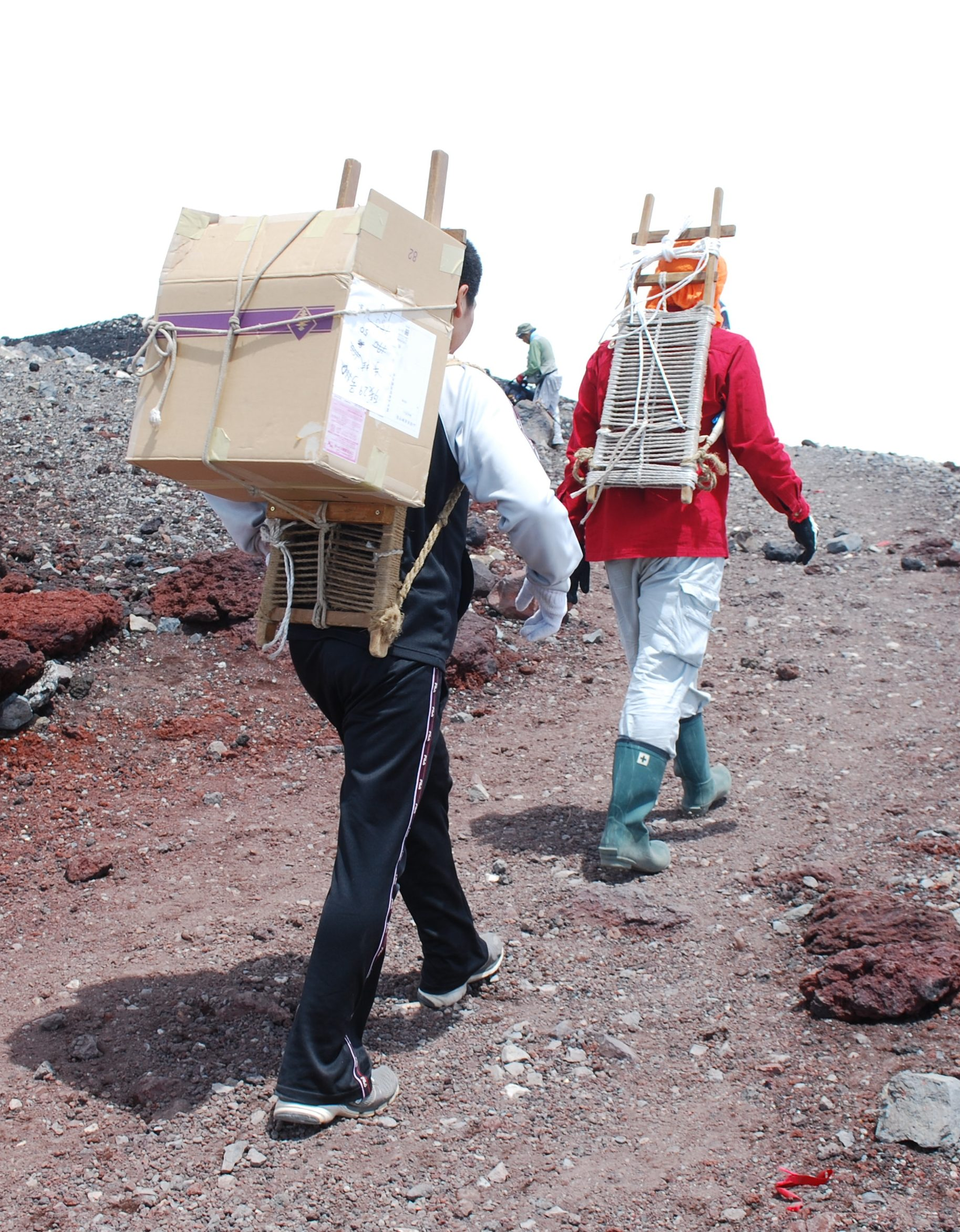
背負子で歩荷をする山小屋の従業員（富士山、2010年）。これは荷物が少ない例。ベテランの歩荷は、しばしばミカン箱 4～7箱ほどの荷物を背負子に高々と積み上げて、荷物の大半が自身の頭の上にあるような状態で運ぶ。写真の人は腕を広げているが、荷物が多い時は腕をからだの前で組んで、軽い「腕組み」をするような状態で歩くことも多い。

歩荷（ぼっか）あるいはボッカとは、荷物を背負って山越えをすること。特に、山小屋などに荷揚げをすることや、それを職業とする人。

## 概要
歩荷は人が背中に荷物を背負って歩きで山などの自然の中を運ぶことである。尾瀬の湿原に渡された木道のように、平坦ではあっても自動車などが入れない場所での荷物運送も請け負う。
歩荷は、日本では一般に、背負子（しょいこ）に段ボール箱詰めなどした荷物などを何段にも重ねて乗せ、その背負子を背負って運ぶ。なるべく担ぎやすくなるよう重心などを考えて箱を積み重ね、濡れた石や板に滑っても踏みとどまれるよう歩くなど、体力だけでなくコツが必要な仕事である。
なお強力あるいは剛力（いずれも「ごうりき」と読む）は、歩荷も行う。ただ強力は登山案内も行う。ヒマラヤ山脈等のシェルパも、重い荷物を背負って運ぶこと、つまりボッカを行う。アフリカや南アメリカでは荷物を紐で額に引っ掛けて背負って運ぶ人々がいる。
背負子を用いる時の運搬量
背負子を用いると大量の荷物を運ぶことができ、歩荷の1回の運搬量は一般に数十kg。100kgを超えることもある。日本では多くの強力が活躍していた富士山や立山では、100kgを超える荷物を背負って標高3,000m程度の高所まで登る者もいた。新田次郎の小説『強力伝』は、展望図指示盤（風景指示盤）を標高2,932mの白馬岳山頂に白馬大雪渓ルートで担ぎ上げた強力の実話を基に書かれているが、この展望図指示盤というのは花崗岩製で、実に重さ50貫（約187.5kg）の部分が2基、さらに30貫（約112.5kg）の部分が2基からなっていたのである（富士山の卓越した強力であった小宮山正が1941年（昭和16年）8月に行った実話に基づく創作作品であり、多少の脚色はある）。

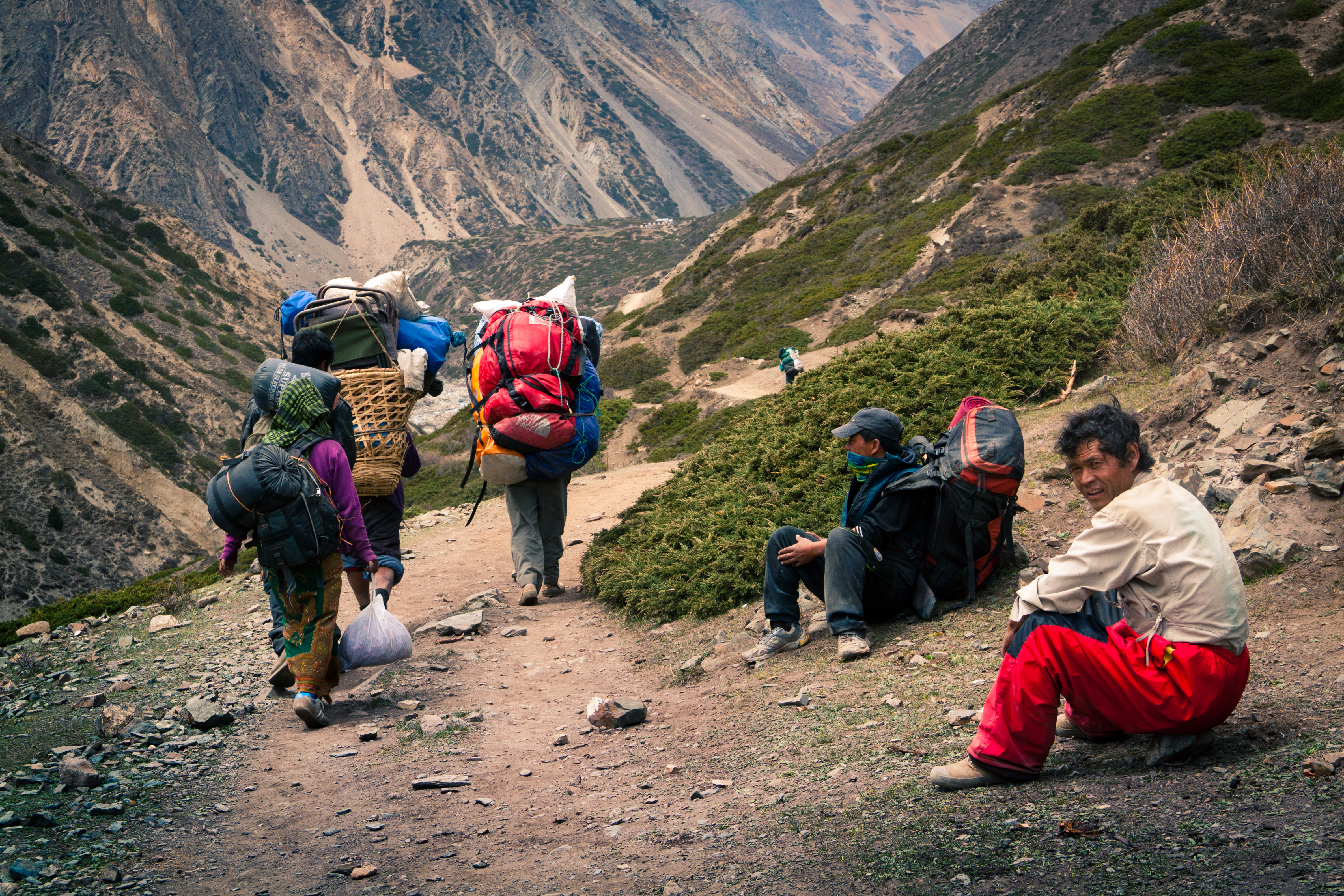
ネパールのポーター
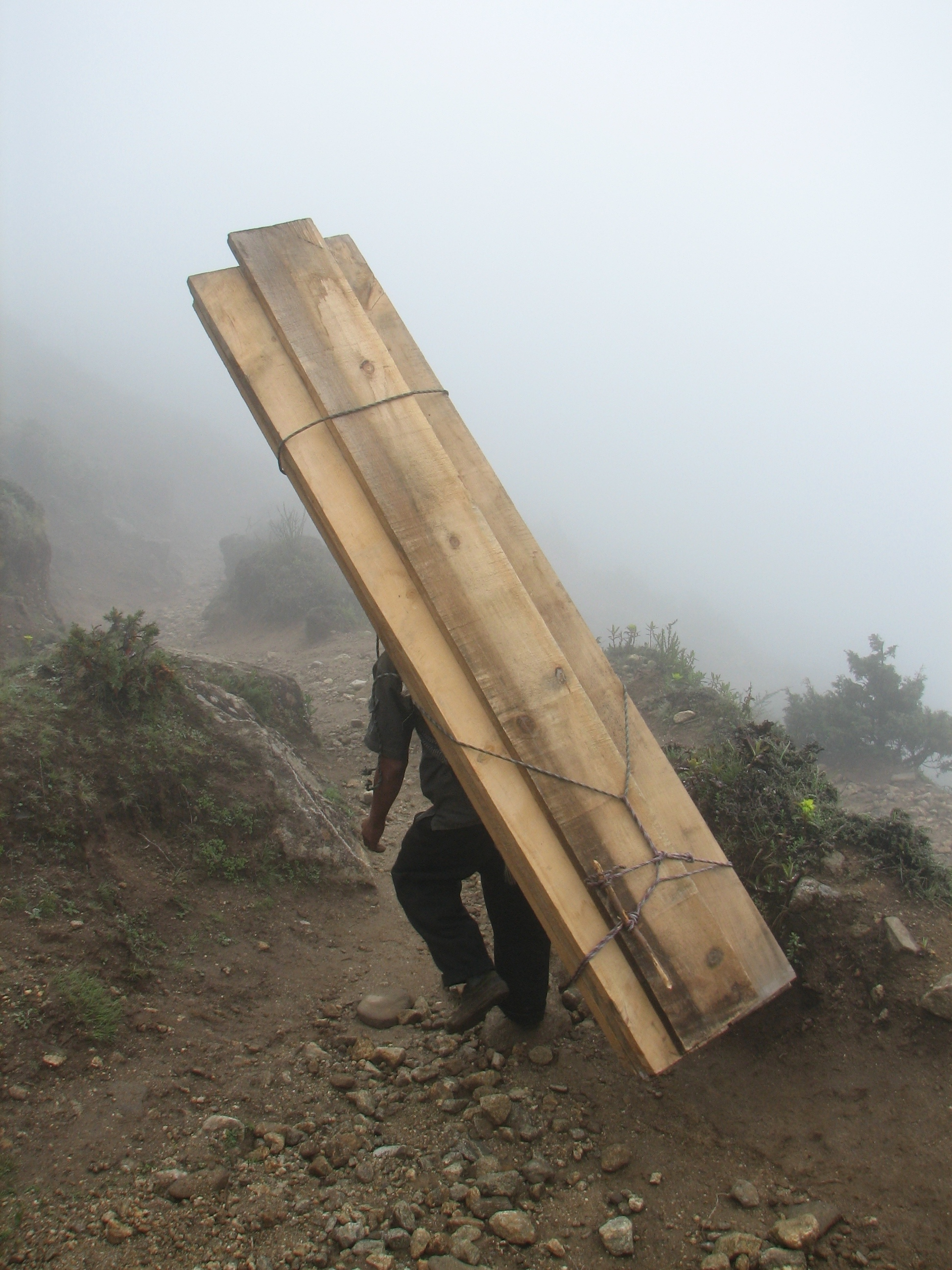
エベレスト登山のベースキャンプへと建材を運ぶシェルパ
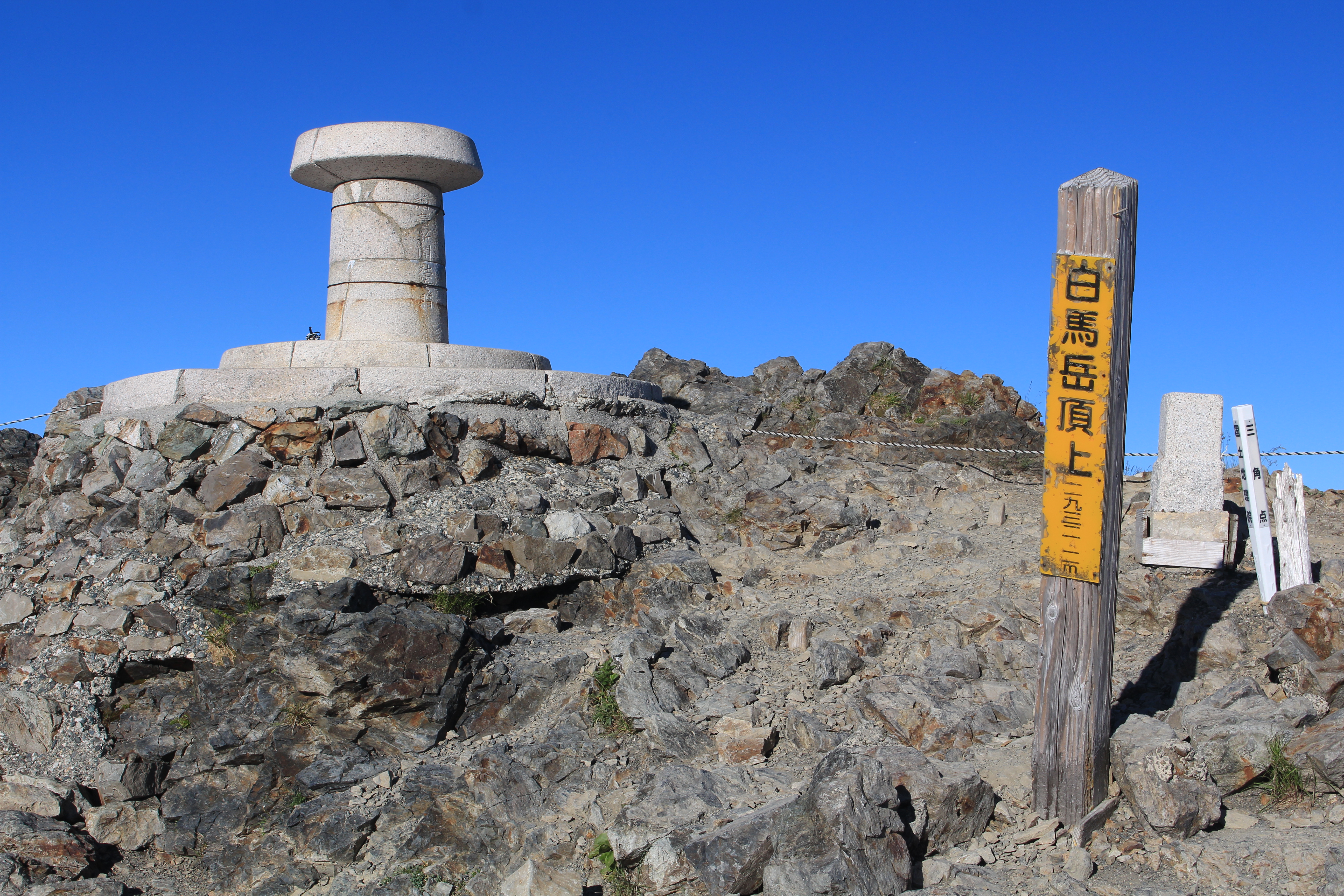
新田次郎の『強力伝』に登場する強力の小見山正が担ぎ上げた白馬岳山頂にある展望図指示盤（花崗岩の巨石の台座）

## 日本における歩荷

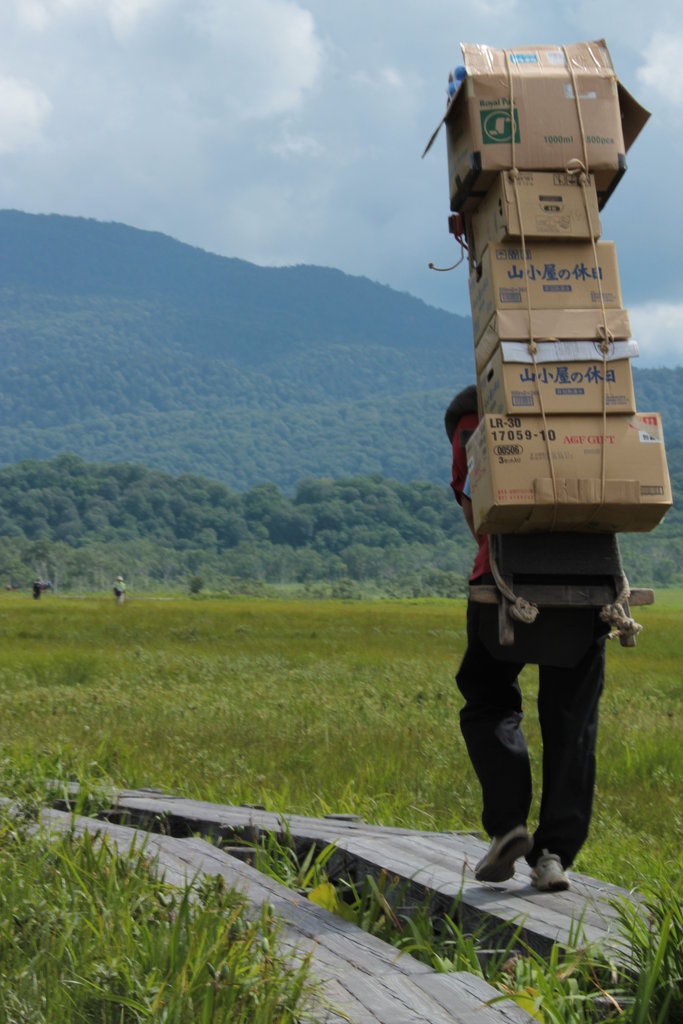
尾瀬にて

かつて日本では山間部で広く見られたが、自動車の普及や道路・鉄道の発達、人件費の高騰などから徐々に減少。20世紀後半には自動車道が直接繋がっていない山小屋などの場所に物資を運搬する時のみに使用されるようになった。しかもその後、山小屋へもヘリコプターで運ぶことが徐々に一般的になり、歩荷の仕事はさらに減ることになった。もともと歩荷の仕事をしていた人も歳をとり退職し、数が減っていった。
一方で山小屋主や利用者からは感謝される仕事でもあり、山奥での鉄塔工事や調査など自動車が入れない場所への荷物運送の需要は依然としてある。尾瀬の歩荷が「日本青年歩荷隊」を組織して、受注活動のほか歩荷のネットワーク化、後進の育成に取り組んでいる。
現在、歩荷を専門職とする人を一年を通して見ることができるのは尾瀬の尾瀬ヶ原地区のみとされている。（白馬岳にもプロの歩荷はいるが、夏山期に限られる。）ただし山小屋の従業員や登山家が登山費用を稼ぐためアルバイトで臨時に（夏季などに）歩荷の仕事をすることは、現在でも各地の山域で見られる。
また、かつては山岳の山頂に測量のための標石を設置する際にも測量技術者などによって歩荷が行われていたが、昨今では新たに標石を設置・交換することは稀なので、この歩荷が行なわれることもめったになくなっている。ただし、測量の際に技術者が山頂まで徒歩で測量機材を運ぶ歩荷は現在でも行われることがある。また、山岳での高層気象観測も機会が減りつつある上に、山小屋向け運搬同様に、多くの場合はヘリコプターで運ばれるようになっている。

## 著名な歩荷
- 野口英世の母親の野口シカは、一時期であるが歩荷をやっていた。
- 小見山正 (強力) ・小宮山妙子 (強力)（金時娘） - 強力として有名な父娘。